# Ion Frunzetti
Ion Frunzetti (n. 7/20 ianuarie 1918, Bacău, România – d. 11 septembrie 1985, București, România) a fost un critic și istoric de artă, eseist, poet scriitor și traducător, profesor universitar român.

## Biografie
Ion Frunzetti a fost fiul ofițerului de carieră Constantin Frunzetti și al Anei Pandele. În perioada 1924 - 1927 urmează cursurile școlii primare din Târgu Ocna după care face liceul în diverse orașe prin care meseria tatălui său l-a purtat: Galați (unde îl are ca profesor pe Anton Holban), Oradea (aici publică primele sale epigrame în revista "Flori de crâng"), Focșani și Timișoara. Ia lecții de desen de la pictorul  Stavru Tarasov și mai apoi de la Nicolae Tonitza. La Focșani colaborează la editarea revistei locale de avangardă "13" și sonetul "Nevroză" obține premiul întâi în anul 1934 la concursul organizat de redacția revistei. Liceul reușește să-l termine în orașul Timișoara unde-și dă bacalaureatul în anul 1936 după care publică poezii în câteva reviste locale, cum au fost: Crai nou, Fruncea, Colț de țară.
Frunzetti se înscrie la cursurile Facultății de Litere și Filozofie din București și în paralel între anii 1936 - 1937 face studii la Facultatea de Drept din cadrul Universității București. În anul 1940 își susține teza de licență în estetică sub conducerea lui Tudor Vianu, teză care a fost intitulată Problema tragicului în artele plastice și care a fost distinsă cu magna cum laude. Încă de pe băncile facultății, Frunzetti este numit asistent onorific la Catedra de istoria artei, care era pe atunci condusă de către George Oprescu. În perioada 1936 - 1937, devine titular al cronicii plastice a revistei "Vremea" la recomandarea lui Francisc Șirato. Lucrează asiduu la revista "Semne" publicând cronici plastice, eseuri, recenzii sub pseudonimul Mircea Vuian sau Valeriu Morjan. Tot acum, începând din această perioadă, își începe o colaborare fructuoasă cu cele mai notabile periodice culturale ale timpului cum au fost Revista Fundațiilor Regale,Viața românească unde a a făcut parte o vreme din redacție, Universul Literar unde a folosit pseudonimele F. Ion, Ion F., Socrate, Menipos, Lafcadio, Menin, Philolaos din Crotona sau Menale.
Ion Frunzetti a publicat în anul 1942 eseuri dedicate operei lui Lucian Blaga și, în același an, a început să-și facă teza de doctorat nefinalizată niciodată intitulată Tipologia ornamenticii populare românești, sub directa îndrumare a lui I.D. Ștefănescu și George Oprescu. Părți din această teză au apărut începând din anul 1940 în revista Viața Românească. În perioada 1944 - 1946 îndeplinește funcția de asistent al Catedrei de Estetică a Facultății de Litere din București condusă de Tudor Vianu. În anii 1946 și 1947 îl urmează pe Tudor VIanu la ambasada de la Belgrad, având funcția de consilier.
Scrie volumul de poezii "Maree" pe care-l publică la Editura Forum în anul 1945 și până în acest an face cronică de artă la ziarul "Victoria" condus în acea vreme de N.D. Cocea și George Ivașcu. Din 1948 Ion Frunzetti revine în învățământul universitar la nou-creata Catedră de istoria Literaturii Universale, de unde va fi destituit din motive politice în anul 1951. În perioada 1955 - 1967 a fost șeful sectorului de artă românească modernă și contemporană în cadrul Institutului de Istoria Artei, îndeplinind această funcție cu ajutorul lui George Oprescu.
Alexandru Ciucurencu îl susține, în anul 1954, să-și reia activitatea de critic de artă, semnând în publicații de profil numeroase cronici de artă, articole și sinteze precum și prefețe ale unor cataloage cum a fost cel al Pavilionului Românesc la bienalele organizate în Veneția acelor timpuri. În plus, Ion Frunzetti a participat la numeroase emisiuni de televiziune și radiofonice.
În 1956 obține funcția de asistent, ulterior lector și conferențiar al Institutului de Arte Plastice "N. Grigorescu" din București unde începând din anul 1975 va deține șefia catedrei de istoria și teoria artei.
Va fi comisar al Pavilionului României  la Bienala de la Veneția în anul 1970, În 1971 și 1972 ajunge director al Editurii Meridiane, iar în perioada 1972 - 1975 a fost director al Institutului de Istoria Artei al Academiei Române. În 1977, apoi în 1981 este ales vicepreședinte al Uniunii Artiștilor Plastici.

## Distincții
- Ordinul „Meritul Cultural” clasa a II-a (1968) „pentru activitate deosebită în domeniul artelor plastice”[4]

## Cărți
- Disparate, București, Editura Meridiane, 2002
- Studii critice, București, Editura Fundației Culturale Române (Colecția Antropologie culturală), 2000.
- În căutarea tradiției, București, Editura Meridiane, 1998.
- Scrieri, I, II - Constanța, Editura Europolis, 1997.
- Arta românească în secolul XIX, București, Editura Meridiane, 1991.
- Pegas între Meduză și Perseu (vol. I: Gâlceava și împăcarea văzului cu lumea; vol. II: Formă și semn), București, Editura Meridiane, 1985.
- Țărmurile clipei, Buc., 1983;
- Dimitrie Paciurea - București, Editura Meridiane, 1971;
- Dragostele aceleași inimi, Buc., 1967;
- Ostrovul meu, ESPLA, Buc., 1957;
- Maree, cu un portret de G. Tomaziu, Ed. Forum, Buc., 1945;
- Greul pământului, cu o vinietă de A. Diaconescu, Buc., 1943;
- Risipă avară, cu un portret de G. Tomaziu, Buc., 1941;
- Despre sculptori, București, Editura ACS, 2018,

## Fondator
A fondat în 1938, împreună cu George Petcu, Laurențiu Fulga, Magda Isanos, Ștefan Baciu, Vintilă Horia, Ion Sofia Manolescu, Virgil Carianopol, Ion Siugariu și alții, Gruparea scriitorilor tineri.

## Traducător
Ion Frunzetti a tradus din engleză, spaniolă, rusă capodopere ale literaturii universale precum:
- Franz Jakobsen, "Barbara", Buc., 1942 (în colaborare cu C. Frunzetti);
- Arthur Rimbaud, "Iluminările, precedate de poeme din Primele versuri", Buc., 1945;
- Louis Golding, "Porți ferecate", Buc., 1946;
- Cervantes, "Iscusitul hidalgo Don Quijote de la Mancha (prelucrare de Jose Gonzales)", Buc., 1949 (colaborare cu Savin Bratu); reed. Buc., 1957 (colaborare cu Edgar Papu);
- Boris Gorbatov, "Generația mea", Buc., 1949 (colaborare cu E. Hariton);
- L.N. Tolstoi, "Război și pace", I-IV, Buc., 1949-55 (colaborare cu N. Parocescu),
- L.N. Tolstoi, "Povestiri din Sevastopol", Buc., 1955 (colaborare cu E. Antonescu);
- F.M. Reșetmikov, "Oameni din Podlipnaia", Buc., 1954 (colaborare cu Maria Bistrițeanu);
- Heinrich Mann, "Supusul", Buc., 1954 (colaborare cu Ioan D. Gherea);
- Victor Hugo, "Oamenii mării", Buc., 1955 (colaborare cu M. Ariel); ediția a 2-a, Buc., 1968 (în colaborare cu Fanny Milton Lehrer);
- "Proză satirică spaniolă", Buc., 1955;
- Shakespeare, "Comedia erorilor", în "Opere", I, Buc., 1955 (colaborare cu Dan Duțescu); "Zadarnicele chinuri ale dragostei", în "Opere", III, Buc., 1956 (colaborare cu Dan Grigorescu); "Totu-i bine când sfârșește bine", în "Opere", VIII, Buc., 1960, "Sonete", pref. trad., Buc., 1964;
- W.M. Thackeray, "Bâlciul deșertăciunilor", I-II, Buc., 1956 (colaborare cu Constanța Tudor);
- Tirso de Molina, "Don Gil de Ciorap-Verde", Buc., 1957 (colaborare cu Eugen Schileru);
- Feodor Gladkov, "Cimentul", Buc., 1960 (colaborare cu E. Antonescu);
- "Isprăvile unor vântură-lume. Proză picarescă spaniolă", Buc., 1961;
- Ezekiel Mphahlele, "Pe Second Avenue", Buc., 1967.
- Don Quijote de la Mancha de Cervantes (1965, împreună cu E. Papu),
- Război și pace de Lev Tolstoi (1959, în colaborare cu N. Parocescu).